# Haggai (profeet)

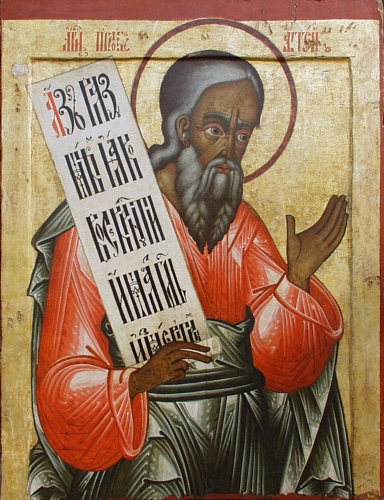
Russisch-orthodox icoon van Haggaï

Aan de profeet Haggai (Hebreeuws: חַגַּי, Ḥaggay of Hag-i: "mijn feestdag") wordt het gelijknamige boek Haggai uit de Hebreeuwse Bijbel toegeschreven dat het tiende is in de serie van twaalf kleine profeten.

De profeet Haggai treedt op in de zomer van het tweede regeringsjaar van koning Darius I. Dat is in 520 v.Chr., bijna twintig jaar nadat de Joodse ballingen in hun land waren teruggekeerd. De tempel lag nog steeds in puin. Na de terugkeer was men enthousiast met de wederopbouw begonnen, maar al vlug hadden moedeloosheid en apathie zich van het volk meester gemaakt. Samen met de profeet Zacharia slaagt Haggai erin de leiders van het volk, gouverneur Zerubbabel en hogepriester Jozua, opnieuw warm te maken voor dit grootse project: een nieuw huis bouwen voor de HEER, dat het eerste nog in heerlijkheid zal overtreffen (2,9). Dan, als de nieuwe tempel er is, zal er opnieuw zegen en welvaart komen over het land, dat nu in een economische crisis verkeert, omdat de HEER de vruchten van het land vermindert, zolang de mensen zelf in goed betimmerde huizen wonen, maar het huis van God nog steeds een ruïne is.
Het boek Haggai dient zich eerder aan als een verslag over zijn optreden dan als een geschrift van de profeet zelf. Daarop wijzen het ontbreken van het gebruikelijke opschrift, het dateren van elke toespraak en het vermelden van de reactie op de eerste toespraak; bovendien zijn alle toespraken in de hij-vorm geschreven en wordt Haggai aangeduid als ‘de profeet’.